# TODAY IS ANOTHER DAY
《TODAY IS ANOTHER DAY》，是日本樂團ZARD第7張專輯。1996年7月8日發行。

## 内容
- 由本作開始ZARD的所有作品，製作人皆是坂井泉水。
- 首次附有歌曲内容介紹的專輯，當中以「他們」代稱ZARD。
- 當時，坂井泉水為當紅樂團FIELD OF VIEW不少熱門歌曲作詞，而她本人翻唱了其中三首，包括《因為有你在（日语：君がいたから）》、《突然》、《心逐漸地被你魅惑（日语：DAN DAN 心魅かれてく）》被收錄到此作。另外還收錄了翻唱Barbier（日语：栗林誠一郎）（即栗林誠一郎（日语：栗林誠一郎））的《LOVE〜眠れずに君の横顔ずっと見ていた〜（日语：LOVE〜無法入眠地一直看著你的側臉〜）》，也是她本人作詞。此專輯的翻唱歌曲合共4首。
- 自專輯《HOLD ME》以來，再次收錄單曲B面歌曲（第16張單曲《永別至今仍在這心中》的B面《沉睡》）。
- 整張專輯有12首歌曲，當中單曲A面、B面和翻唱歌曲合共9首，原創專輯的歌曲3首。由本作開始到《時間之翼》為止的所有原創專輯，每張裏收錄的原創專輯的歌曲都是3首。
- 在單曲《MY FRIEND》發行時，宣佈此作將在1996年春季發行，後因製作進度導致延期。
- 專輯發行首週銷量達到77.4萬張，是ZARD原創專輯的最高初動紀錄，空降Oricon公信榜週榜冠軍，在第2週銷量便突破百萬，總銷量超過165萬張。

## 收錄曲
全演唱作词由坂井泉水担当。
1. MY FRIEND (日语：MY FRIEND)
作曲：織田哲郎
編曲：葉山武 
第17張單曲A面。
2. 因為有你在 (日语：君がいたから)
作曲：織田哲郎
編曲：葉山武
翻唱坂井泉水本人為FIELD OF VIEW作詞，賣出近90萬張的單曲《因為有你在（日语：君がいたから）》。
原版的編曲也是由葉山武擔任，坂井當時也有參與原版的和聲。
原版以及翻唱版本分別被用作富士電視台連續劇《輝く季節の中で》的主題曲和插曲，兩者都在唱片發行前被率先公開。
2007年精選專輯《Brezza di mare 〜dedicated to IZUMI SAKAI〜》收錄了此曲的另一混音版本。
3. 永別至今仍在這心中 (日语：サヨナラは今もこの胸にいます)
作曲：栗林誠一郎（日语：栗林誠一郎）
編曲：葉山武
第16張單曲A面。歌唱部份被重錄，也收錄了「Vo.やや小」混音版本（「music freak magazine」vol.153 2007年9月號 p.16），栗林誠一郎參與了和音。
4. LOVE〜無法入眠地一直看著你的側臉〜 (日语：LOVE〜眠れずに君の横顔ずっと見ていた〜)
作曲：栗林誠一郎
編曲：明石昌夫
翻唱坂井泉水本人為Barbier（日语：栗林誠一郎）作詞的單曲《LOVE〜眠れずに君の横顔ずっと見ていた〜（日语：LOVE〜無法入眠地一直看著你的側臉〜）》。
生沢佑一，坪倉唯子參與了和音。第二段副歌進行了升調。
伴奏版本在2018年1月10日發售的《ZARD CD＆DVD COLLECTION　第24號　My Baby Grand ~期待那溫存~ 》的附屬CD進行了音盤化。
5. 心逐漸地被你魅惑 (日语：DAN DAN 心魅かれてく)
作曲：織田哲郎
編曲：池田大介
翻唱坂井泉水本人為FIELD OF VIEW作詞的單曲《心逐漸地被你魅惑（日语：DAN DAN 心魅かれてく）》。原版為動漫《七龍珠GT》的主題曲，編曲由葉山武擔任。
此翻唱版本被收錄在2016年最佳專輯《ZARD Forever Best 〜25th Anniversary〜》中，而翻唱的伴奏版本在2018年2月7日《ZARD CD＆DVD COLLECTION　第26號　心逐漸地被你魅惑》的附屬CD進行了音盤化。
6. 沉睡 
作曲：坂井泉水
編曲：池田大介 
第16張單曲B面。
與單曲版本不一樣，由齊柏林飛船的音訊工程師Andy Johns進行混音。
繼第二張原創專輯《不再探寻》裏的《終有一天》之後，相隔大概4年之後，坂井本人再次作曲的作品。
1999年最佳專輯《ZARD BEST 〜Request Memorial〜》發行前的歌迷投票中，此曲名列第28位，是最高人氣的B面歌曲。
7. 敞開心扉 (日语：心を開いて)
作曲：織田哲郎
編曲：池田大介
第18張單曲A面。與同專輯的《沉睡》一樣，由Andy Johns進行混音（此曲的單曲版混音也是他負責）。
8. 突然 (日语：突然)
作曲：織田哲郎
編曲：葉山武
翻唱坂井泉水本人為FIELD OF VIEW作詞的百萬單曲《突然》。歌曲的開頭部份和聲由楠瀬誠志郎擔任。
1999年最佳專輯《ZARD BEST 〜Request Memorial〜》發行前的歌迷投票中，此曲名列第10位，是單曲以外歌曲中排第4位，因此被收錄到該專輯。
2008年精選專輯《ZARD Request Best 〜beautiful memory〜》發行前的歌迷投票中，此曲名列第27位，也因此被收錄到該專輯。
在2016年最佳專輯《ZARD Forever Best 〜25th Anniversary〜》再次被收錄。
翻唱的伴奏版本在2018年5月30日《ZARD CD＆DVD COLLECTION　第34號　突然》的附屬CD進行了音盤化。
9. 今天也 (日语：今日も)
作曲：織田哲郎
編曲：葉山武
10. Today is another day (日语：Today is another day)
作曲：織田哲郎
編曲：池田大介
本專輯的表題曲。
原本的曲名為《今日が変わる》。
特色是使用了銅管樂器，還有用了上低音薩克斯風。根據2006年最佳專輯《Golden Best ～15th Anniversary～》的附屬冊子『Golden History 1991〜2006』的訪談，長戶大幸提及歌曲參考了Bob Dylan的《My Back Pages》的編曲。
和聲由大田紳一郎擔任，其本人也有在2004年ZARD的演唱會登場。
被用作動漫《以柔克剛》的電視動畫特別篇《以柔克剛 特別篇 一直對你…。》的主題曲。
1999年最佳專輯《ZARD BEST 〜Request Memorial〜》發行前的歌迷投票中，此曲名列第20位，因此未被收錄到該專輯。但之後2006年最佳專輯《Golden Best ～15th Anniversary～》和2016年最佳專輯《ZARD Forever Best 〜25th Anniversary〜》都有收錄此曲。
翻唱的伴奏版本在2018年5月16日《ZARD CD＆DVD COLLECTION　第33號　Today is another day》的附屬CD進行了音盤化。
11. 看不見愛 (日语：愛が見えない)
作曲：小澤正澄
編曲：葉山武
第15張單曲A面。
12. 想要凝望著 (日语：見つめていたいね)
作曲：栗林誠一郎
編曲：明石昌夫
坂井在錄音室閲讀歌迷的來信時，得知一位年僅15歲在仙台就讀的高中生歌迷於一次自行車意外中不幸離世。信中，歌迷表達班主任對於逝者的家屬和高中同學們的關心。歌詞裏提及「3G的Keeper」，指的是那位已故學生（生前就讀3年G組）。歌詞最後寫上「Dedicate to KIYOTAKA SATOH」。因為是次經歷，讓坂井對這首歌曲的歌詞印象特別深刻，後來此曲被收錄在2007年悼念專輯《Soffio di vento 〜Best of IZUMI SAKAI Selection〜》當中。
被用作動漫《以柔克剛》的電視動畫特別篇《以柔克剛 特別篇 一直對你…。》的插曲。
歌曲長度達到6分17秒，與專輯《OH MY LOVE》收錄曲《想回到你身邊》並列為ZARD時間最長的歌曲。

## 參加者
ZARD
- 坂井泉水：Vocal

Guest  Musicians
- 栗林誠一郎：Voices
- 楠瀬誠志郎：Voices
- 坪倉唯子：Voices
- 川島美香：Voices
- 生沢佑一：Voices
- 牧穂エミ：Voices
- 大田紳一郎：Voices
- 村上恭太郎：Voices
- KENJI MASUHARA：Voices
- WAKAKO MAEJIMA：Voices
- RYO TACHIHARA：Voices
- AKIRA SAEBA：Voices
- TOSHIKI HARUNA：Voices
- 葉山武：Additional Guitar
- 鈴木英俊：Additional Guitar
- 明石昌夫：Additional Bass
- 小野塚晃：Additional Keyboards
- 池田大介：Additional Keyboards
- 沓野行秀：Percussion
- 勝田一樹：Tenor Saxophone
- Brass Section
  - 佐々木史郎：Trumpet
  - 澤野博敏：Trumpet
  - 河合伸哉：Trombone
  - 山本一：Baritone Saxophone
- 篠崎ストリングス：Strings Section